# XLIII edició dels Premis Ariel
La LXIII edició dels Premis Ariel, organitzada per l'Acadèmia Mexicana d'Arts i Ciències Cinematogràfiques (AMACC), es va celebrar el 28 de maig de 2001 al Palau de Belles Arts de Ciutat de Mèxic per celebrar el millor del cinema durant l'any anterior. Durant la cerimònia, l’AMACC va lliurar el premi Ariel a 26 categories en honor de les pel·lícules estrenades el 2000. La gran triomfadora fou Amores perros, que va guanyar 11 estatuetes, entre elles les de millor pel·lícula, millor director i millor actor. La pel·lícula espanyola Solas va guanyar el premi a la millor pel·lícula iberoamericana.

## Premis i nominacions
Nota: Els guanyadors estan llistats primer i destacats en negreta. ⭐
| Millor pel·lícula - Amores perros ⭐ - Perfume de violetas - Su alteza serenísima | Millor direcció - Alejandro González Iñárritu – Amores perros ⭐ - Felipe Cazals – Su alteza serenísima - Maryse Sistach – Perfume de violetas                                                                                   |
| Millor actor - Gael García Bernal – Amores perros ⭐ - Bruno Bichir – Crónica de un desayuno - Alejandro Parodi – Su alteza serenísima | Millor actriu - Ximena Ayala – Perfume de violetas ⭐ - Ana Bertha Espín – Su alteza serenísima ⭐ - Ana Ofelia Murguía – Escrito en el cuerpo de la noche                                                                       |
| Millor coactuació masculina - José Alonso – Crónica de un desayuno ⭐ - Luis Fernando Peña – Perfume de violetas - Pedro Armendáriz Jr. – Su alteza serenísima | Millor coactuació femenina - Arcelia Ramírez – Perfume de violetas ⭐ - Fabiana Perzabal – Crónica de un desayuno - Ana Ofelia Murguía – Su alteza serenísima                                                                    |
| Millor actor de repartiment - Gustavo Sánchez Parra – Amores perros ⭐ - Arturo Ríos – De ida y vuelta - Eligio Meléndez – En el país de no pasa nada | Millor actriu de repartiment - Gina Morett – Por la libre ⭐ - Julieta Egurrola – Crónica de un desayuno - Cristina Michaus – De ida y vuelta                                                                                    |
| Millor argument original - Perfume de violetas – José Buil ⭐ - Amores perros – Guillermo Arriaga - Su alteza serenísima – Felipe Cazals | Millor guió adaptat - Crónica de un desayuno – Sergio Smuckler ⭐ - Escrito en el cuerpo de la noche – Emilio Carballido, Jaime Humberto Hermosillo                                                                              |
| Millor fotografia - Amores perros – Rodrigo Prieto ⭐ - De ida y vuelta – Jerónimo Denti - Su alteza serenísima – Ángel Goded | Millor edició - Amores perros – Alejandro González Iñárritu, Fernando Pérez Unda, Luis Carballar ⭐ - Crónica de un desayuno – Benjamín Cann, Carlos Bolado, Celina Moreno - Perfume de violetas – Humberto Hernández, José Buil |
| Millor disseny artístic - Perfume de violetas – Guadalupe Sánchez Sosa ⭐ - Amores perros – Brigitte Broch - Su alteza serenísima – Eduardo López | Millor banda sonora - Escrito en el cuerpo de la noche – Omar Guzmán ⭐ - Amores perros – Gustavo Santaolalla, Daniel Hidalgo - Su alteza serenísima – Zbigniew Paleta                                                           |
| Millor so - Amores perros – Antonio Diego, Geoffrey G. Rubay, Martín Hernández, Rudy Pi ⭐ - Crónica de un desayuno – Antonio Diego, Lena Esquenazi, Leonardo Heiblum - Perfume de violetas – Antonio Diego, Eduardo Abisman, Eduardo Vaissman, Gabriela Espinoza Cabrera, Lena Esquenazi, Leonardo Heiblum, Nerio Barberis | Millor ambientació - Amores perros – Hermelindo Hinojosa, Julieta Álvarez ⭐ - Perfume de violetas – Soledad González - Su alteza serenísima – Edaurdo López                                                                     |
| Millor vestuari - Perfume de violetas – Alejandra Dorantes ⭐ - Amores perros – Gabriela Diaque - Crónica de un desayuno – Adriana Olivera Pontelín, Bertha Romero | Millor maquillatge - Amores perros – David Ruiz Gameros, Marco Rosado ⭐ - Crónica de un desayuno – Elvia Romero - Perfume de violetas – Maroussia Beaulieu                                                                      |
| Millors efectes especials - Amores perros – Alejandro Vázquez ⭐ | Millor opera prima - Amores perros – Alejandro González Iñárritu ⭐ - De ida y vuelta – Salvador Aguirre |
| Millor pel·lícula iberoamericana - Solas – Benito Zambrano ⭐ - Garage Olimpo – Marco Bechis - Ratas, ratones, rateros – Sebastián Cordero | Millor curtmetratge de ficció - El ojo en la nuca – Rodrigo Plá ⭐ - Benjamín – Julio Fons - Los maravillosos olores de la vida – Jaime Ruiz Ibáñez                                                                              |
| Millor curtmetratge d’animació - El octavo día, la creación – Juan José Medina, Rita Basulto ⭐ - Malapata – Ulises Guzmán - Un brinco pa' allá – Dominique Jonard | Ariel d'or - Lupita Tovar ⭐ - Rubén Gámez ⭐ |
| Medalla Salvador Toscano - Miguel Zacarías Nogaim ⭐ | |